# Zweite Spanische Republik
Die Zweite Spanische Republik (spanisch Segunda República Española) bezeichnet die Epoche von 1931 bis 1936 bzw. 1939 in Spanien, in der eine neue demokratische Staatsform (Republik) existierte und die von scharfen politischen sowie ökonomischen Konflikten des Landes gekennzeichnet war. Ein Staatsstreich rechtsgerichteter Teile der Armee gegen die gewählte linke Regierung löste 1936 den Spanischen Bürgerkrieg (1936–1939) aus, in dem die Republik vom Franquismus gewaltsam verdrängt wurde.

## Vorgeschichte

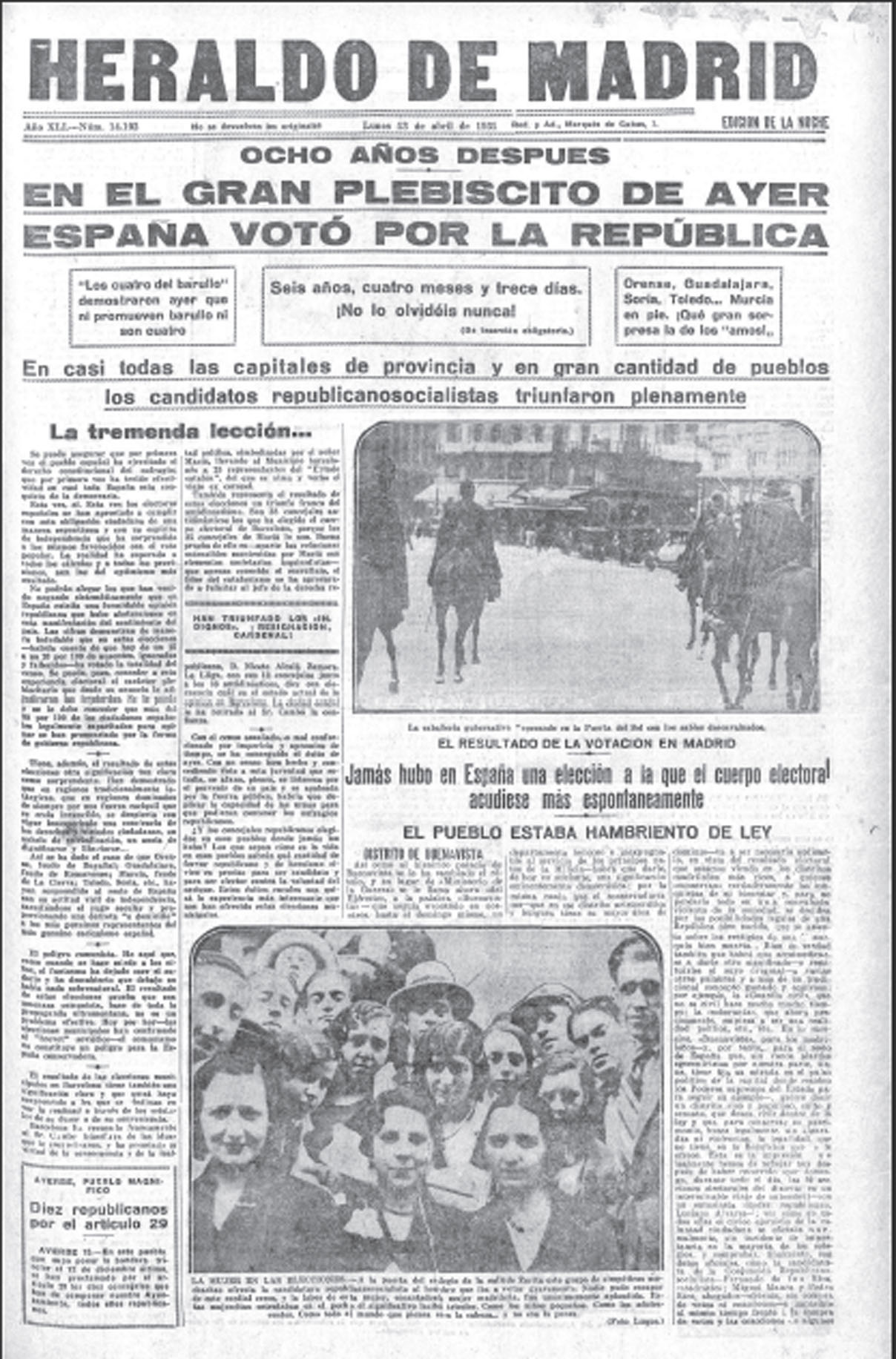
Hauptseite des Heraldo de Madrid vom 13. April 1931, auf der der Wahlerfolg der Republikaner begrüßt wird

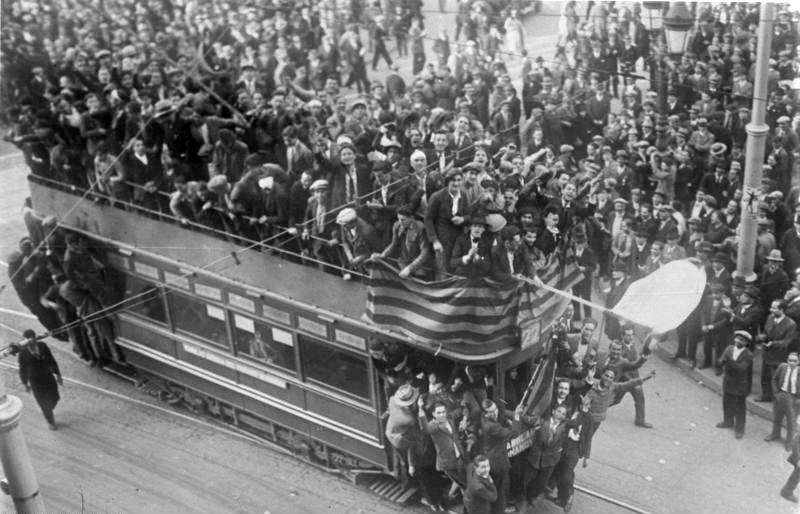
Feiern zur Ausrufung der Zweiten Spanischen Republik in Barcelona, 1931

Nach dem Abflauen der Konjunktur während der Weltwirtschaftskrise des Jahres 1929 scheiterte ein Jahr später auch die Diktatur Primo de Riveras, die sich zum Ziel gesetzt hatte, das Regime der Restaurationszeit entweder wesentlich zu verbessern oder ganz zu ersetzen. Nach einem kurzen Intermezzo unter General Berenguer war schließlich auch die Monarchie am Ende. Mit dem Pakt von San Sebastián, der von zwei ehemaligen monarchistischen Politikern – Miguel Maura und dem Großgrundbesitzer Niceto Alcalá Zamora – vorangetrieben wurde, hatte die republikanische Bewegung an Zugkraft gewonnen, während die alte Ordnung mehr und mehr an Prestige verloren hatte. Nach einem misslungenen republikanischen Militärputsch im Dezember 1930 kam es im April 1931 zu landesweiten Gemeindewahlen, die allgemein, auch von den Anhängern der Monarchie, als klares Votum gegen das Ancien Régime interpretiert wurden. Die ersten Teilergebnisse hatten zwar noch eine scheinbar deutliche Mehrheit der Monarchisten erkennen lassen, welche laut den Memoiren des monarchistischen Ministers Hoyos zum Zeitpunkt der Ausrufung der Republik viermal mehr Sitze gewonnen hätten. Dies war allerdings zum Teil einer Regelung (Artikel 29) geschuldet, die in manchen Gemeinden die Mandate ohne Wahl vergab, was zu 90 % den Monarchisten zugutekam. Im Gesamtergebnis kamen die Republikaner laut dem Historiker Javier Tussell auf 48,8 % der Kommunalmandate und gewannen die Mehrheit in 41 von 50 Provinzhauptstädten (in Madrid übertrafen sie das Ergebnis der Monarchisten um das Dreifache, in Barcelona um das Vierfache). Der monarchistische Politiker Marqués de Hoyos kommentierte den Wahlausgang wie folgt: „Die Nachrichten, die aus den wichtigen Dörfern kamen, waren ebenso katastrophal wie die aus den Provinzhauptstädten.“
Angesichts dieser Ergebnisse proklamierte Alcalá Zamora am 14. April 1931 die neue Republik. Die Republik wurde vom Großteil der Bevölkerung überschwänglich begrüßt, da sie an die Demokratie große Hoffnungen knüpfte. Die Republik wurde als la niña bonita („das schöne Mädchen“) bezeichnet. Auch Alfons XIII. erkannte im Wahlresultat ein Votum gegen die Monarchie und verließ – ohne formell auf seinen Thronanspruch zu verzichten – das Land. Am 17. April veröffentlichte die monarchistische Tageszeitung ABC sein Abschiedsmanifest, in dem es hieß:

«Las elecciones celebradas el domingo me revelan claramente que no tengo hoy el amor de mi pueblo. Mi conciencia me dice que ese desvío no será definitivo […]»

„Die abgehaltenen Wahlen führen mir klar und deutlich vor Augen, dass ich heute nicht mehr die Liebe meines Volkes habe. Mein Gewissen sagt mir allerdings, daß diese Verirrung nicht von Dauer sein wird […]“

Es gab keinen Widerstand gegen den Umsturz, was für die Geschichte Spaniens, in der politische Konflikte zumeist gewaltsam ausgetragen wurden, ungewöhnlich war. So kam es zu einem Regierungsbündnis zwischen den linksrepublikanischen Parteien und den Sozialisten des PSOE. Der Schriftsteller Manuel Azaña von der Acción Republicana wurde zum ersten Ministerpräsidenten gewählt; Niceto Alcalá Zamora besetzte das Amt des Staatspräsidenten.
Die Geburt der Republik fand in einer Phase statt, in der sich die liberale repräsentative Demokratie in Europa in der Defensive befand. Bereits im Oktober 1922 hatten die italienischen Faschisten mit dem Marsch auf Rom die Macht ergriffen und 1925 das parlamentarische System endgültig ausgeschaltet. Die Verhältnisse in Frankreich verschlechterten sich, die Spannungen und Übergriffe nahmen zu. Noch schärfer waren die Konflikte in Österreich. Die deutsche Weimarer Republik, die für Spanien ein verfassungspolitischer Orientierungspunkt war, wurde ab dem Jahr 1933 praktisch ausgeschaltet.

## Sozioökonomische Struktur
| Rang | Stadt     | Einwohner |
| ---- | --------- | --------- |
| 1.   | Barcelona | 1.005.565 |
| 2.   | Madrid    | 952.832   |
| 3.   | Valencia  | 320.195   |
| 4.   | Sevilla   | 228.729   |
| 5.   | Málaga    | 188.010   |
| 6.   | Zaragoza  | 173.987   |
| 7.   | Bilbao    | 161.987   |
| 8.   | Murcia    | 158.724   |
| 9.   | Granada   | 118.179   |
| 10.  | Córdoba   | 103.106   |

Bevölkerungsdichte Spaniens im Jahr 1930. Zentren der Urbanisierung und Industrialisierung waren Katalonien und das Baskenland.

Spanien blieb auch zu Zeiten der Zweiten Republik eine Gesellschaft mit stark agrarischer, semi-feudalistischer Struktur. Nur in den nördlichen Randgebieten der Iberischen Halbinsel, insbesondere den nach mehr Autonomie strebenden Landesteilen Katalonien und Baskenland, hatte sich eine Industrie entwickelt, die mit westeuropäischen Standards vergleichbar war. Dennoch war in den industriellen Ballungsräumen wie auf dem Lande für große Bevölkerungsteile ein dauerhafter Einkommensausfall existenzbedrohend. Diese Situation barg hohes soziales Konfliktpotential, da die wirtschaftlichen Eliten nicht zu sozialpolitischen Zugeständnissen bereit waren. Die spanische Wirtschaft wurde von der Weltwirtschaftskrise ab 1929 nicht unmittelbar berührt, da sie stark binnenmarkt-orientiert war; sie exportierte kaum. Sie war allerdings auf einen ständigen Zufluss ausländischer Investitionen angewiesen, die aufgrund der Krise und einer gewissen Abneigung gegenüber der Republik abnahmen. Ebenso häuften sich Fälle von Kapitalflucht, was insgesamt zu steigender Arbeitslosigkeit und verschärfter Armut beitrug.

### Träger der alten Ordnung
Der Wirtschaftssektor Landwirtschaft war insbesondere in den südlichen Regionen Andalusiens und der Extremadura durch extreme Eigentumskonzentration zugunsten von Großgrundbesitzern geprägt. Diese trugen zur Wirtschafts- und Kaufkraftentwicklung wenig bei, da sie sich weitgehend darauf beschränkten, ihre ökonomischen und politischen Machtpositionen gegenüber der großen Masse von Landarbeitern und Tagelöhnern (yunteros) zu verteidigen, anstatt eine produktive Entwicklung und effizientere Wirtschaftsweisen zu unterstützen, von denen mehr Menschen hätten profitieren können. Sie handelten gemäß ihrem Ideal der Hispanität, inspiriert von der imperialen Größe Spaniens während der Frühen Neuzeit, in der die Granden das Leben der Nation uneingeschränkt dominiert hatten. Die Industriellen und Bankiers standen dagegen noch im Verdacht, keine „echten Spanier“ zu sein.
Die Hispanität verkörperten vor allem die Offiziere, die sich seit der Niederlage im Spanisch-Amerikanischen Krieg 1898 und den verlustreichen Marokko-Feldzügen zunehmend den Zuständen im Heimatland widmeten. Dabei sahen sie sich in einer Tradition, in der seit dem frühen 19. Jahrhundert die Armee mehrfach in das politische Leben eingegriffen und amtierende Regierungen durch Staatsstreiche (spanisch pronunciamentos) gestürzt hatte. Mittlerweile war der Anteil der Offiziere im Gesamtkorps überproportional angestiegen und die Ausrüstung des Heeres in einem Zustand, der sie lediglich zur Niederwerfung innerer Unruhen befähigte.
Die dritte Säule dieser traditionellen Machtstrukturen bildete die katholische Kirche Spaniens. Ihre im Vergleich zum restlichen Europa sehr weitreichenden Vorrechte wollte sie von Säkularisierungstendenzen unangetastet wissen. Dabei ging es auch um erhebliche Besitztümer, denn die Mitglieder des Hohen Klerus gehörten zu den größten Grundbesitzern des Landes und den einflussreichsten Personen im Bankensektor.

### Die Mittelschicht
Am Rande dieser oligarchischen Trias lebte die Mittelschicht, der gesellschaftliche Träger einer modernen demokratischen Republik. In ihr fanden sich eindeutig liberale und laizistische, aber auch katholisch-konservative bis nationalistische Tendenzen. Sie machte allerdings nicht einmal 20 % der Bevölkerung aus und war gespalten zwischen den autoritären Neigungen der alten Eliten und den teils gewalttätig vorgetragenen Forderungen der organisierten Arbeiterschaft.

### Die organisierte Arbeiterschaft
Im Jahre 1869 waren Abgesandte der divergierenden Strömungen der Ersten Internationale in kurzem Abstand über die Pyrenäen gereist, um ihre Ideen zu verbreiten. Zunächst war der Erfolg recht unterschiedlich gewesen, denn vor allem die mit den Sozialisten konkurrierenden Anarchisten hatten unter den spanischen Bauern rasch Anhänger gewinnen können. Nach dem Scheitern der Ersten Republik im Dezember 1874 vertrat der Staat immer noch uneingeschränkt und mit Gewalt die Interessen der „oberen Zehntausend“, während die „soziale Frage“ im übrigen Westeuropa vor dem Ersten Weltkrieg durch gesetzliche Reformen, die sozialpolitische Konzessionen enthielten, gemildert worden war.
Zudem war die Mitgliedschaft in anarchistischen Organisationen im Gegensatz zu sozialistischen beitragsfrei; dort gab es so gut wie keine bezahlten Funktionäre. Im Laufe der Jahre konnte auch die 1888 gegründete sozialistische Gewerkschaft UGT einen stetigen Mitgliederzuwachs verzeichnen. Sie behielt ihren reformistischen Kurs auch nach der Russischen Revolution von 1917 bei. Die Anarchisten, die eigene Vorstellungen von einer Revolution und einer kommunistischen Gesellschaft hatten, entwickelten Anfang des 20. Jahrhunderts eine neue, den industriellen Verhältnissen angepasste Organisationsform. Inspiriert vom französischen Syndikalismus gründeten sie die Gewerkschaft CNT. In der Entwicklung der beiden genannten Gewerkschaften bildeten sich regionale Schwerpunkte. Die Sozialisten waren vor allem in den kastilischen Gebieten León und La Mancha, der Extremadura und Asturien stark vertreten; die Anarchisten in Valencia, Katalonien, Andalusien und Aragonien. Beide Gewerkschaften besaßen eine Mitgliederschaft, die über die Milliongrenze hinausging.

## Reformjahre 1931–1933
Der neue Staat beanspruchte für sich, Spanien moderner und gerechter zu machen. Dabei wollte die Regierung drei Problemkomplexe bewältigen: Die Kompetenzen des Madrider Zentralstaates sollten zugunsten der historischen Regionen neu definiert, die Dominanz der traditionellen Eliten zurückgedrängt und die Eigentumsfrage auf dem Lande neu gestellt werden.
Neben diesen Grundsatzfragen war die Fortsetzung des während der Diktatur begonnenen wirtschaftlichen Aufschwungs von unmittelbarer Bedeutung. In dieser Zeit konnte Spanien erstmals seit den Napoleonischen Kriegen seinen ökonomischen Rückstand auf die bedeutenden europäischen Länder aufholen, allerdings auf Kosten einer Verdopplung der Staatsschuld, jedoch auf einem – im europäischen Vergleich – niedrigen Niveau von 22 % des BIP. Dem neuen Finanzminister gelang es, bei Beibehaltung des Steuersystems den Schuldenstand um 50 % zu reduzieren.

### Soziales
Die „soziale Frage“ bedeutete die größte Herausforderung für die Republik. Erst eine Verbesserung der wirtschaftlichen Situation der marginalisierten Land- und Industriearbeiterschaft hätte diese befrieden und so eine verbreiterte Akzeptanz für die Republik schaffen können. Während Primo de Rivera mit Konjunkturprogrammen ausschließlich den industriellen Sektor fördern ließ, sollte mittels einer Bodenreform die prekäre soziale Situation auf dem Land entschärft werden. Diese wurde allerdings nur sehr zögerlich angegangen, und keine der neuen Maßnahmen wollte man ohne die Auswirkung auf die politische Konkurrenz ins Auge fassen.
Das Agrarstatut vom September 1932 hatte zum Ziel, vor allem die südlichen Latifundien mit ihren brachliegenden Flächen der Gesellschaft nutzbar zu machen. Obwohl man sich über die Notwendigkeit einer Reform prinzipiell einig war, kam es zwischen Republikanern und Sozialisten zum Zerwürfnis darüber, wie man mit den konfiszierten Großdomänen verfahren sollte: PSOE und UGT forderten eine kollektive Bewirtschaftung, die Liberalen eine Aufteilung des Bodens unter den Bauern. Dahinter standen strategische Überlegungen: Die Liberalen strebten das Entstehen einer kleinbürgerlichen Schicht an, die Linken wollten sie verhindern. Ihnen lieferten die ökologischen Bedingungen ein zusätzliches Argument, da sie eine Einzelbewirtschaftung der Flächen ungemein erschwerten.
In der politischen Praxis vermieden es die Republikaner jedoch, die Agrarfrage wirklich zu einem zentralen politischen Thema zu machen und beschäftigten sich mehr mit den politischen Fragen, die ihre eigenen Lebensumstände berührten. In zwei Jahren wurde nur ein geringer Teil der Felder zu ungünstigen Bedingungen veräußert: Die neuen Eigentümer mussten das Land zum vollen Preis kaufen, da den Vorbesitzern Entschädigungen zugestanden wurden. Zudem weigerten sich die Banken regelmäßig, Kredite zu vergeben, was die Stagnation in der Landwirtschaft verstärkte. Zwei Drittel der nach 1931 neu hinzugekommenen Arbeitslosen stammten aus dem Agrarsektor, wo auch 40 % der Streiks stattfanden. Die Kleinbauern, die verstärkte Konkurrenz durch zusätzliche Anbieter befürchten mussten, gehörten zum Wählerreservoir der Republikaner und machten ihren Einfluss geltend, die Reform zu verschleppen. Auch für die äußerst schwierige Situation der Pachtbauern im Norden und in Kastilien suchte man keine greifbare Regelung.
Der sozialistische Arbeitsminister Francisco Largo Caballero, der schon unter Primo de Rivera als Staatssekretär gearbeitet hatte, erließ seit Dezember 1931 zahlreiche Gesetze, um die rechtliche Situation der Lohnabhängigen im industriellen Sektor zu verbessern sowie den Ablauf von Streiks zu regeln. Dies lief wiederum der anarchosyndikalistischen Strategie, die einen sofortigen Umsturz der Verhältnisse anvisierte, völlig zuwider.

### Bildung und Kultur
Die Politik der neuen Regierung in Kultus- und Bildungsangelegenheiten erwies sich als besonders streitbar. Die Republikaner waren die ersten Regierenden Spaniens, die sich um die Bildungskompetenz kümmerten. Bei Ausrufung der Republik konnte circa ein Drittel der Spanier, die über zehn Jahre alt waren, nicht lesen und schreiben. Die Regierung strebte an, die Einschulungsrate der Kinder zu erhöhen, richtete Kommissionen zur Förderung der Berufsausbildung ein, installierte Abendkurse für Erwachsene und entsandte Wanderbüchereien in die abgelegenen Regionen. Ähnliche Anstrengungen hatte es bislang nur von den linken Gewerkschaften gegeben.
Diese Politik musste unweigerlich die Stellung der Katholischen Kirche berühren, die auch in anderen zivilen Angelegenheiten großen Einfluss besaß. Die Liberalen verachteten den Katholizismus nicht weniger als die Linken. Ein Verfassungsentwurf, welcher der Kirche einen besonderen Status eingeräumt, aber weite Teile ihrer Privilegien reduziert hätte, wurde von der Mehrheit im Parlament, den Cortes, als unzureichend angesehen und abgelehnt. Ein Lehrverbot für religiöse Orden wurde erlassen. Dies verursachte große Probleme, da die geistlichen Bildungsträger nicht schnell ersetzt werden konnten, zumal die finanziellen Mittel hierfür kaum verfügbar waren. Der einflussreiche Jesuitenorden wurde für illegal erklärt; seine umfangreichen Besitztümer konnten aber durch Überschreibungen dem Zugriff des Staates entzogen werden. Begleitet wurden die Gesetzesänderungen mit Gewaltaktionen gegen kirchlichen Besitz. Am 11. Mai, nicht einmal einen Monat nach Ausrufung der Republik, gingen kirchenfeindliche Kreise dazu über, nach einer angeblichen monarchistischen Provokation (in einem Viertel der Oberschicht wurde der Marcha Real gespielt) die Kirchen anzuzünden, nachdem sie zunächst erfolglos versucht hatten, die monarchistische Tageszeitung A.B.C. zu stürmen. Den Einsatz der Guardia Civil gegen die Aufrührer lehnte Azaña mit den Worten „Lieber sollen alle Kirchen brennen als ein Republikaner zu schaden kommen“ ab. Erst nach der Zerstörung von mehr als 100 Kirchen, Bibliotheken und Ausstellungsräumen einigte sich die Regierung schließlich auf den Einsatz bewaffneter Kräfte. Damit hatte die Regierung neue Gegner in der Katholischen Kirche und unter den gemäßigten Konservativen gefunden.

### Militär
Die republikanische Regierung verfolgte das Ziel, auch die Armee der zivilen Autorität zu unterstellen. Sie versuchte, die in den Offiziersrängen aufgeblähten Strukturen zu straffen, indem viele Offiziere gegen ihren Willen in die Reserve versetzt wurden, während die im aktiven Dienst Verbliebenen die Kürzungen im Personalbestand mit wachsendem Unmut verfolgten. Die Regierung bot den Befehlshabern, die den Eid auf die Republik nicht ablegen wollten, die Möglichkeit an, unter Beibehaltung ihrer Bezüge in Pension zu gehen. Die Abneigung der Verbliebenen gegen die Republik wuchs. Die Abschaffung der privilegierten Militärrechtsprechung und der Academia General Militar betrachtete man als Affront. Im August 1932 kam es in Sevilla zu einem versuchten Staatsstreich unter der Führung von General José Sanjurjo, der sich im Vorjahr noch geweigert hatte, dem König Gefolgschaft zu leisten. Wegen seiner exzessiven Repressalien gegen die Arbeiterbewegung war er als Kommandeur der Guardia Civil abgelöst worden. Der CNT gelang es, den relativ isolierten Aufstand der Militärs mit dem von ihr ausgerufenen Generalstreik zu beenden. Eine ihrer katalanischen Sektionen hatte dagegen im Januar desselben Jahres die Niederwerfung einer eigenen Revolte von Bergarbeitern im Llobregat erleben müssen.

### Autonomieprojekte für Katalonien, Baskenland und Galicien
Trotz dieser kritischen Ereignisse konnte der Staat im Jahre 1932 eine gewisse Stabilität gewinnen. Im September war Katalonien die Autonomie zugesprochen worden (1931 war in Barcelona die Republik früher ausgerufen worden als in Madrid). Es bekam eine eigene Regierung, die Generalitat, und ein eigenes Parlament. Die stärkste katalanische Partei war die linksliberale Partei Esquerra (ERC), die mit dem Juristen Lluís Companys den Präsidenten Kataloniens stellte. Der Esquerra stand die Gewerkschaft der katalanischen Weinbauern, die Unió de Rabassaires (UdR), nahe. Der Autonomiestatus des Baskenlandes, das von katholischen Parteien dominiert wurde, scheiterte zunächst am Laizismus der Regierung und den Konflikten mit der Nachbarprovinz Navarra. Ein entsprechendes Autonomiestatut für das Baskenland trat nach längeren Verhandlungen erst am 6. Oktober 1936 in Kraft. Auch für Galicien war ein entsprechendes Autonomiestatut geplant. In einer Volksabstimmung am 28. Juni 1936 befürwortete die große Mehrheit der Bewohner Galiciens das Projekt. Es kam jedoch wegen des ausgebrochenen Bürgerkrieges nicht mehr zur Realisierung.

### Ende der Regierung Azaña
Im Januar 1933 wurde in dem andalusischen Dorf Casas Viejas ein Aufstand einer Gruppe anarchistischer Bauern von einem massiven Aufgebot an Militärs und Guardia Civil brutal niedergeschlagen. Zwölf Zivilisten wurden getötet. Im ganzen Land kam es zu Protesten, die auch von den antirepublikanischen Rechten getragen wurden. Ein Untersuchungsausschuss bestätigte die Mitschuld der Regierung und die Verantwortung der Behörden vor Ort. Regierungschef Azaña hatte den Zivilgardisten die Anweisung gegeben, den Aufrührern „auf den Bauch“ zu schießen. Die Anarchisten sahen sich in ihrer grundsätzlich ablehnenden Haltung der neuen Staatsform gegenüber bestätigt, während die Sozialisten, die an dem Vorfall mitbeteiligt waren, sich dem Vorwurf einer Kollaboration mit den Eliten ausgesetzt sahen.
Das Klima im Land verschlechterte sich rapide, eine Streikwelle erfasste das Land und die parlamentarische Rechte wandte sich nun gegen weitere Reformvorhaben der Regierung. Unter dem Einfluss der Ereignisse von Casas Viejas und den kaum spürbaren Ergebnissen der bisherigen Reformen gewannen diejenigen Flügel der linken Gewerkschaften an Zulauf, die in der Republik keine Lösung der sozialen Probleme mehr sahen. Im Jahr 1933 fanden fast doppelt so viel Streiks wie 1932 und 1934 zusammen statt. Angeführt von der Federación Anarquista Ibérica (FAI), forcierten die Anarchisten ihren Konfrontationskurs gegen die Republik, der von den Ordnungshütern mit bewaffneter Gewalt beantwortet wurde. Die FAI war 1927 gegründet worden, um die subversiven Strömungen des spanischen Anarchismus zu stärken. Mittlerweile hatte sie sehr großen Einfluss in der anarchosyndikalistischen Bewegung erlangt. Die Opposition gegen ihre militanten Aktionen führte zu einer Kontroverse innerhalb der CNT. Eine kleine Gruppe, die Treinistas, spaltete sich von der Gewerkschaft ab.
Der liberale Regierungschef Azaña gründete eine neue paramilitärische Polizeitruppe, die Guardia de Asalto (Sturmgarde), um sie gegen ihre Feinde verteidigen zu können. Ihr Chef wurde Agustín Muñoz Grandes. Im Oktober trat das weitreichende neue Gesetz zur Verteidigung der Republik in Kraft sowie eine neue Zensurrichtlinie, die Monarchisten und Anarchisten gleichermaßen als Provokation verstanden.
Im September war die amtierende Regierung schließlich am Ende. Zwischen den Liberalen und den Sozialisten war es zum Bruch gekommen. Die Lage erinnerte wieder an die Zustände zu Zeiten der Diktatur. Die Unruhen irritierten die Mittelschicht und für die Arbeiterschaft schien dieser neue bürgerliche Staat keine besseren Perspektiven zu bieten als der vorherige.

## „Schwarzes Doppeljahr“ 1934–1935
Der Begriff bienio negro „schwarzes Doppeljahr“ bezieht sich auf die Folgen der Politik der bürgerlichen Regierung, die von ihren politischen Gegnern so bezeichnet und von der Historiographie auch übernommen wurde.

### Triumph der Rechten

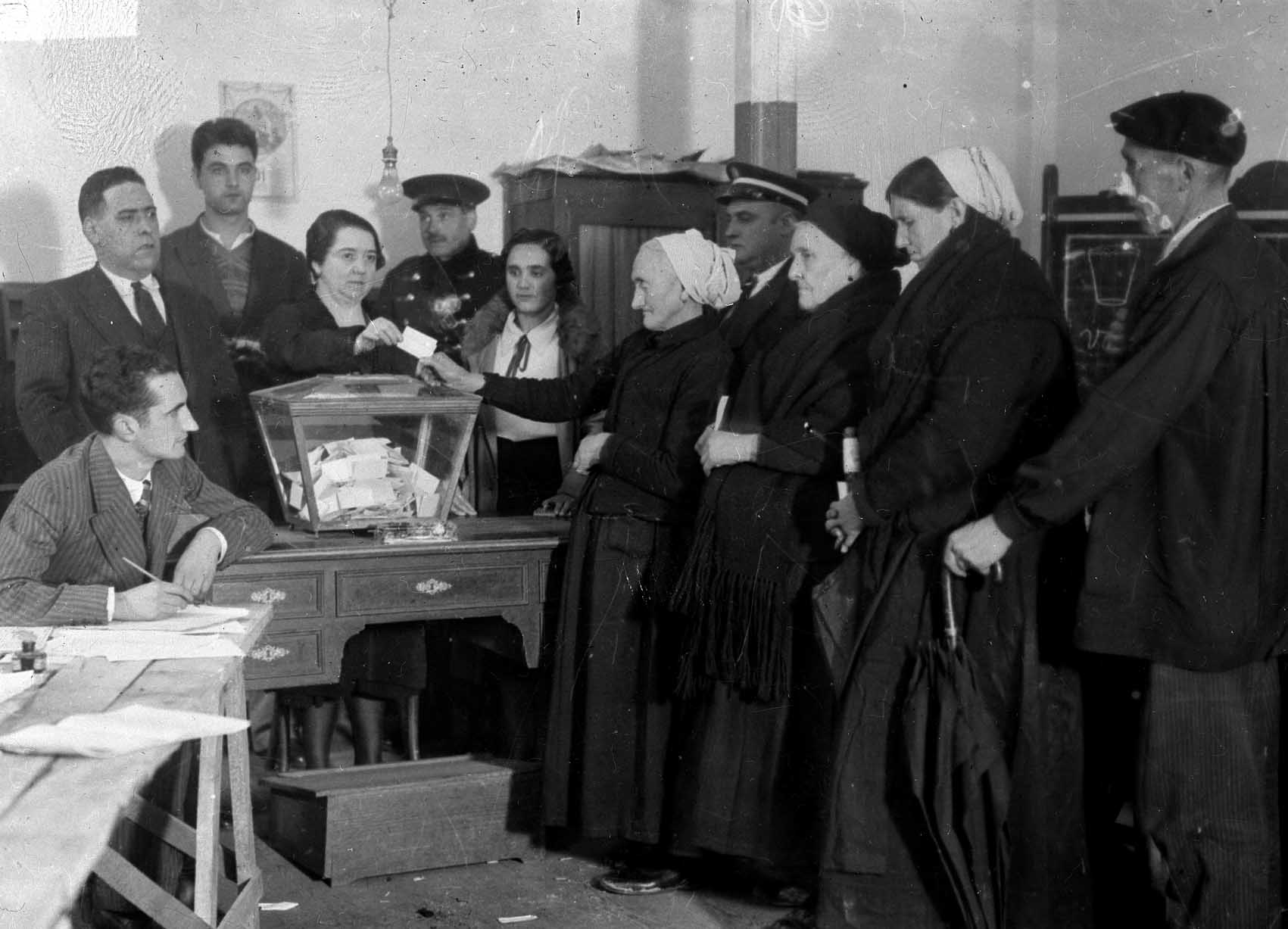
Bei den Wahlen 1933 waren erstmals auch Frauen wahlberechtigt

Die Neuwahlen im November 1933 endeten für die linksrepublikanischen Parteien mit einer einschneidenden Niederlage. Das Wahlbündnis Confederación Española de Derechas Autónomas (CEDA) und die anderen rechten Parteien erhielten fünf Millionen Stimmen, die Monarchisten 800.000, während die linken Regierungsparteien und die Kommunisten auf 3,2 Millionen kamen. Diese Niederlage kam auch dadurch zustande, dass die anarchistische Arbeiterschaft, die 1931 ihre Zustimmung für die neue Demokratie mit der Stimmabgabe an die Republikaner verknüpft hatte, sich nun der Stimme enthielt, nachdem die CNT-FAI eine gegen die Sozialisten gerichtete Anti-Wahl-Kampagne geführt hatte. Die Wahlbeteiligung betrug 67,5 Prozent; erstmals durften Frauen wählen. Im Gegensatz zur zerstrittenen Linken war es dem rechten Lager gelungen, ein Wahlbündnis zu schließen. Es profitierte auch von der Einführung des Wahlrechtes für Frauen, welche mehrheitlich eher konservativ wählten, sowie vom Mehrheitswahlrecht, welches dazu führte, dass die rechten Parteien doppelt so viele Sitze erhielten wie die linken, obwohl dies nicht dem Stimmenproporz entsprach.
Wahlsieger war das heterogene rechte Wahlbündnis bestehend aus der CEDA – einer Vereinigung katholischer Parteien –, den Monarchisten der Renovación Española („spanische Erneuerung“), der PNV (baskische Nationalisten), einer karlistischen Partei, und einer Fraktion der Großgrundbesitzer. Anführer der CEDA war José María Gil-Robles y Quiñones, ein bürgerlicher Katholik, der eine Adlige geheiratet hatte. Während seiner Flitterwochen in Deutschland hatte er angefangen, Hitler zu bewundern, wandte sich aber angesichts dessen Agierens gegen die katholische Kirche stärker Österreich zu, wo Bundeskanzler Engelbert Dollfuß einen rechtsautoritären Ständestaat anstrebte. Die politischen Ziele Gil-Robles’ gingen dahin, die CEDA zur katholischen Massenpartei aufzubauen und nach der gelungenen Machtübernahme zuerst die laizistischen Verfassungsartikel abzuschaffen. Er verfolgte die Strategie, mit Wahlen die Macht zu erringen und danach die Demokratie abzuschaffen:

„Wir müssen vorwärts gehen zu einem Neuen Staat. Wen interessiert es schon, wenn dabei Blut vergossen wird? Wir müssen endlich Nägel mit Köpfen machen, darauf kommt es an. Um dieses Ideal zu erreichen, werden wir uns nicht von überlieferten Vorstellungen zurückhalten lassen. Die Demokratie ist für uns nicht das Ziel, sondern ein Mittel zur Eroberung eines neuen Staates. Wenn die Zeit kommt, werden sich die Cortes fügen – oder wir werden sie verschwinden lassen.“

Hier waren ihm die Ereignisse in Italien und im Deutschen Reich ein Vorbild.
Die CEDA hatte im Wahlkampf einen für rechte Parteien in Spanien ungewohnt großen propagandistischen Aufwand betrieben, was wohl zu ihrem Sieg beitrug. Der Wahlkampf wurde von Großgrundbesitzern bezahlt.
Der Anteil der CEDA an den Parlamentssitzen reichte aber nicht für eine Alleinregierung. Staatspräsident Zamora weigerte sich, Gil-Robles den Auftrag zur Regierungsbildung zu erteilen, aber auch, Azañas und Largo Caballeros Vorstoß zu entsprechen und die Cortes gleich wieder aufzulösen. Deswegen wurde die bürgerliche Partido Radical zur regierungsbildenden Partei, die sich aussuchen konnte, von welcher Fraktion sie toleriert werden wollte. Sie entschied sich für die CEDA, worauf sich ein kleiner Teil der Radikalenfraktion unter Martínez Barrio abspaltete. Die katalanische Rechte (Lliga) und die Großgrundbesitzer-Partei traten ebenfalls der Regierung bei. Premierminister wurde Alejandro Lerroux. Die neue Koalition besaß eine komfortable Mehrheit und konnte frei agieren.

### Maßnahmen der Regierung und Widerstand
Die neue Regierung nahm zunächst die Sozialgesetzgebung und die Kirchengesetze ihrer Vorgängerin zurück. Auch der Etat für das Bildungswesen wurde gekürzt. (Dies vor dem Hintergrund, dass die Radikale Partei sich als laizistisch ausgegeben hatte.) Die Latifundisten wurden nochmals entschädigt und konnten wieder uneingeschränkt ihre Territorien beherrschen. Genauso konsequent verfuhr man mit den Löhnen, die alsbald gesenkt wurden. Entlassungen häuften sich. Trotz Widerständen im Parlament und von Seiten des Staatspräsidenten wurde ein Gesetz erlassen, das die putschenden Offiziere von 1932 amnestierte und in ihre alten Kommandostellen zurückbeorderte.
Es kam zu wiederholten gewaltsamen Reaktionen in der Bevölkerung. Die Wirtschaft stagnierte. In Aragonien mit der anarchistischen Hochburg Saragossa rief bereits am 8. Dezember 1933 eine CNT-Sektion zum Aufstand auf. In Andalusien und Valencia (nicht aber in Katalonien) demonstrierte man seine Solidarität mit Streiks und dem Abbrennen der Kirchen. Für eine landesweite Aktion waren die Anarchisten allerdings zu schwach. Nach vier Tagen war der Aufstand vorüber. Rechte Militärs und republikanische Polizei gingen geschlossen gegen die Anarchisten vor, die die Soziale Revolution probten. Doch schon im März 1934 erlebte Saragossa wieder einen Generalstreik.
Die UGT, zuvor republiktreu und seit ihrem Bestehen reformistisch orientiert, änderte grundlegend ihre politische Position. Seit dem Regierungsantritt hatte sich die Zahl ihrer Mitglieder fast vervierfacht. Personifiziert wurde das neue Selbstvertrauen von Largo Caballero, dem populären Ex-Minister, der sich von den Republikanern betrogen fühlte. Aufgrund seiner Erfahrungen im Amt gab er an, dass es schier unmöglich sei, „im Rahmen der bürgerlichen Demokratie auch nur ein Quentchen Sozialismus zu verwirklichen“. Er behauptete, dass seine Mitarbeiter im Ministerium all seine Anweisungen sabotiert hatten. Das Gros der Gewerkschaftsmitglieder empfand in gleicher Weise seine Abneigung gegen die bürgerlichen Liberalen. Den Sieg der Rechten interpretierte man als Aufstieg des Faschismus, was nicht zuletzt mit Blick auf das europäische Ausland geschah. Der 65-jährige Largo Caballero orientierte sich um: „Die einzige Hoffnung der Massen ist jetzt noch die soziale Revolution.“ Für die Anarchisten war dieser Kurswechsel allerdings nicht nachvollziehbar; sie lehnten ein Bündnis mit der UGT vorläufig ab.
Die Radikalisierung der sozialistischen Gewerkschaft stieß bei Teilen der mit ihr verbundenen Partei, dem PSOE, auf Widerstand. Starker Mann des PSOE war der Verleger und Bankier Indalecio Prieto, der schon zu Zeiten der Diktatur einen konträren Kurs zu seinem Intimfeind Largo Caballero vertreten hatte. Prieto verband ein Vertrauensverhältnis zu den liberalen Republikanern und sah in ihnen den natürlichen Bündnispartner für die Sozialisten. (Bei den Wahlen hatte er Manuel Azaña einen Parlamentssitz verschafft, obschon die offiziellen Beziehungen mit den Liberalen beendet waren.) Prieto war prinzipiell gegen eine Revolution und verstand den PSOE als Interessenvertreter der Arbeiter im friedlichen Konsens mit dem Bürgertum.
Währenddessen versuchte die neue Regierung, die Lage mit wirtschaftsliberalen Methoden wiederzubeleben. Zumindest auf dem Land war aber eher eine Verschlechterung der Situation zu beobachten. Manche spontan ausgeführten Kollektivierungen von Landarbeitern wurden hingenommen (z. B. in den Provinzen Toledo oder Jaén), um nicht noch stärkere Reaktionen auszulösen. Ein Generalstreik in 15 Provinzen im Juni 1934, an dem sich CNT und UGT beteiligt hatten, wurde nach neun Tagen mit Hilfe eines Kompromisses beendet.
Im April erließ die neue linksliberale, mit anarchistischer Hilfe gewählte Generalitat von Katalonien neue Gesetze, mit denen sie die Kleinbauern zu schützen versuchte. Das brachte sie in Konflikt mit der Zentralregierung in Madrid, da das katalanische Gesetz ausdrücklich gegen die Verfassung und das entsprechende Gesetz aus Madrid verstieß, das die Interessen der Verpächter in den Vordergrund rückte. Der katalanische Verhandlungsführer gab später an, dass er den Auftrag hatte, in dieser Sache einen Eklat herbeizuführen. Lluís Companys kündigte an, einen eigenen Weg einzuschlagen. Die katalanische Rechte, die an der Zentralregierung beteiligt war, zog aus dem katalanischen Parlament aus. Im Gegenzug verließ die Fraktion der in Katalonien regierenden Esquerra die Cortes.
Auch im Baskenland schuf sich die Zentralregierung Feinde, obwohl dort mehrheitlich die CEDA gewählt worden war. Doch die Zentralregierung wollte der Region eine neue Steuer auferlegen, die ihre historischen Sonderrechte weiter beschnitten hätte. Die von gemäßigten Nationalisten geführte Provinzregierung rief Sonderwahlen aus, die von Madrid verboten wurden. In der A.B.C. hieß es: „Lieber Kommunisten als Basken!“ Im September 1934 verließen nun auch die baskischen Abgeordneten das Madrider Parlament. Spanien befand sich damit erneut in einer innenpolitischen Krise.

### „Spanischer Oktober“
Die CEDA kündigte Veränderungen an; Liberale und Sozialisten waren alarmiert. Sie befürchteten, Gil-Robles könne die Verfassung revidieren, wenn er an die Macht gelangte, so wie es auch in Österreich geschehen war (siehe Austrofaschismus). In einer internen Abstimmung sprachen sich die Sozialisten für einen Aufstand aus. Vor der Neukonstituierung der Cortes warnten die parlamentarischen Linken den Staatspräsidenten davor, auch nur ein Mitglied der CEDA in die Regierung zu berufen. Zamora entschied sich dafür, zumindest drei nachrangigen Mitgliedern der Sammlungsbewegung Kabinettsposten zuzugestehen. Die Sozialisten reagierten mit der Ausrufung eines Generalstreiks. Die Partei Azañas verließ das Parlament und erklärte den Staatspräsidenten zur Unperson.
Die Insurrektion hatte verschiedene Ausgangspunkte. Insgesamt gab es Tote in 26 Provinzen. In Barcelona proklamierte die Generalitat ihre Unabhängigkeit. CNT-FAI hielten sich aus allen Aufstandsplänen raus. Die Erhebung scheiterte. In Madrid, wo Largo Caballero den Aufstand koordinierte, war die UGT chancenlos. Die Stadt hatte starke Garnisonen und die Arbeiter verfügten über keinerlei Waffen. Diese waren stattdessen über Umwege in Asturien angekommen, wo es in der Folge im Asturischen Bergarbeiterstreik zu bewaffneten Auseinandersetzungen kam.
Die Eisenbahner und Bergarbeiter aus Gijón, Oviedo und Umgebung leisteten der Staatsmacht erbitterten Widerstand. Hier wurde die Allianza Obrera proklamiert, die Arbeiterallianz aus UGT, den anarchosyndikalistischen Treinistas und den wenigen Kommunisten des PCE, die sich in letzter Minute dem Aufstand angeschlossen hatten. Dies regionale Bündnis gilt als Vorläufer der späteren Volksfront. In manchen Städten wurde die Soziale Revolution ausgerufen. In Anlehnung an die russische Oktoberrevolution wurde der Aufstand als „spanischer Oktober“ bezeichnet.
Um den Aufstand niederzuschlagen, setzte man die spanische Fremdenlegion (Tercio) ein sowie die besonders berüchtigten maurischen Einheiten (Regulares). Diese nicht-spanischen Truppenverbände waren für ihre Stärke und Grausamkeit bekannt. Sie schlugen den Aufstand in zwölf Tagen kompromisslos nieder. Geführt wurden sie auch von Offizieren, die an dem Sanjurjo-Putsch teilgenommen hatten. Der Oberkommandierende der Aktion war Francisco Franco, den der neue Verteidigungsminister Diego Hidalgo in das Amt berufen hatte.
Die Zahl der Opfer wird (Stand 2007) diskutiert. Laut dem Historiker Julián Casanova gab es auf Seite der Aufständischen 1.100 Tote und 2.000 Verwundete, auf Seiten der Streitkräfte 300 Tote. Weiterhin wurden während des Aufstandes 34 Priester ermordet. Casanovas Zahlen stimmen gut mit denen des Historikers Hugh Thomas überein, der auf eine Gesamtzahl von 2.000 Toten kommt: 230–260 Todesopfer des Militärs, 33 Priester, 1.500 Aufständische und 200 Todesopfer durch Vergeltungsmaßnahmen nach Niederschlagung des Aufstandes. Der historische Stadtkern von Oviedo erlitt schwere Schäden, so brannten das Theater Campoamor und die Bibliothek der Universität Oviedo mit zahlreichen unersetzbaren Schriften nieder. In der Kathedrale von Oviedo wurde die Cámara Santa durch Sprengstoff schwer zerstört, wobei auch dort lagernde Reliquien vernichtet wurden. Vor allem die Morde an Priestern erschütterten die spanische Öffentlichkeit; sie wurden als Tabubruch empfunden.
Nach Ausrufung des Kriegsrechts kam es zu Willkürakten seitens der Armee. Arbeiter, die sich hatten ergeben können, wurden gruppenweise ohne Verhandlung exekutiert. Andere wurden in speziellen Lagern gefoltert, damit sie verrieten, wo die Waffen, die man nicht hatte finden können, versteckt waren. Erst spät griff die Regierung ein und beendete den Rachefeldzug.
Danach wurden Kriegsgerichte eingesetzt, die über 40.000 Menschen inhaftierten, meist ohne konkrete Beweise. Ins Gefängnis gingen auch Manuel Azaña, Largo Caballero und Lluis Companys; nur Letzterem konnte man eine aktive Teilnahme nachweisen.

### Regierungsende und Neuwahlen
Im März 1935 kam es zu einer Regierungskrise, da die CEDA und die Agrarier den Sozialisten Gonzáles Peña als Rädelsführer des asturischen Aufstandes hingerichtet sehen wollten. Auf Anraten des Ministerpräsidenten wandelte der Staatspräsident das Urteil aber um.
Im April wurde die Regierung neu gebildet. Die CEDA nahm nun fünf Ministerposten ein; Gil-Robles wurde Kriegsminister. Er nutzte das Amt, um mit General Franco, den er zum Generalstabschef ernannte, etwaige Sympathisanten der Linken endgültig aus der Armee zu drängen. Um Madrid wurden erste logistische Maßnahmen getroffen, die die Putschisten im Bürgerkrieg zu nutzen verstanden.
Die soziale Lage wurde immer kritischer. Diejenigen, die Verbesserungen einführen wollten, hatten in der Regierung keinen Rückhalt. Mit dem Universitätsprofessor Manuel Jiménez Fernandéz hatte die CEDA einen Gemäßigten als Landwirtschaftsminister ins Kabinett beordert, der sich auf die katholische Soziallehre und die Enzykliken Leos XIII. berief. Schon die wenigen Maßnahmen, die er zugunsten der yunteros unternehmen wollte, riefen den erbitterten Widerstand der Latifundisten hervor: „Wenn ihr uns mit euren Enzykliken unser Land nehmt, werden wir Schismatiker werden“, rief ihm ein monarchistischer Cortes-Abgeordneter zu.
Der neue Finanzminister legte ein Gesetz zum Bürokratieabbau und zur Effektivierung des maroden Staatsdienstes vor, das zwar verabschiedet, faktisch aber nie umgesetzt wurde. Die Radikalenpartei und die CEDA waren zerstritten.
Die Linken erlebten dagegen einen Aufschwung. Der Widerstand der asturischen Arbeiter hatte viele Menschen beeindruckt und die Repressalien der Regierung hatten der Abneigung gegen das konservative Lager neuen Zulauf verschafft. Largo Caballero und Azaña wurden wieder freigelassen; Companys, der den Aufstand eigentlich nicht gewollt hatte, zeigte sich unkooperativ und wurde zu 30 Jahren Haft verurteilt. Diese drei prominenten Gegner der Rechten zogen neue Sympathien auf sich. Von der Basis der sozialistischen und anarchistischen Gewerkschaften ging die Forderung an die Anführer, eine dauerhafte Kooperation anzustreben, um dadurch endlich die Revolution möglich zu machen.
Erneut wurde ein anderes Kabinett aufgestellt, nachdem die Forderungen von Gil-Robles nach mehr Kompetenzen zu Zerwürfnissen geführt hatten. In der Zeit, als der neue Premierminister Joaquín Chapaprieta Torregrosa einen neuen Haushalt vorzulegen versuchte, wurde ein Finanzskandal publik, in den der Partido Radical verwickelt war. Das Ansehen der Bürgerlichen war nachhaltig beschädigt. Das nutzten die Großagrarier, die eine Erhöhung der Erbschaftsteuer von 1 auf 3,5 % und die Kürzung von Beamtengeldern nicht hinnehmen wollten. Die Koalition zerfiel.
So sah Gil-Robles im Dezember 1935 erneut die Gelegenheit gekommen, Premierminister zu werden. Doch Staatspräsident Zamora betraute stattdessen den Bürgerlichen Manuel Portela Valladares mit dem Amt. Als dieser keine Mehrheit in den Cortes fand, löste Zamora das Parlament auf und schrieb Neuwahlen aus.

## Volksfront und Verschwörung 1936
Die Situation hatte sich inzwischen so weit zugespitzt, dass sich offen zwei feindliche Blöcke bildeten. Begünstigt wurde dies durch das spanische Wahlrecht, das Listenverbindungen gegenüber einzeln antretenden Parteien bevorzugte. Die Linken hatten aus ihren Erfahrungen der Wahlen von 1933 gelernt und formierten sich zur Volksfront (Frente Popular); die Rechten zur Nationalen Front (Frente Nacional). Dazwischen stand ein nahezu unbedeutendes Zentrum.
Am 16. Februar 1936 endeten die Wahlen mit einer knappen, aber eindeutigen Mehrheit der Frente Popular. Daraufhin überstürzten sich die Ereignisse im Land und führten am 17. Juli zu Putsch und Bürgerkrieg.

### Sieg der Linken
Am 15. Januar 1936 schlossen die Parteien Azañas und Barríos, der PSOE und die UGT, eine syndikalistische Partei, der PCE und der neue POUM ein Wahlbündnis. Der POUM war eine linkskommunistische Partei, die aus anti-stalinistischen Gruppierungen hervorgegangen war. Zwei ihrer Hauptfiguren waren die Lehrer und ehemalige Anarchisten Andreu Nin und Joaquín Maurín, die infolge der Russischen Revolution die marxistischen und leninistischen Theorien angenommen hatten, die Politik unter Stalin aber ablehnten. So wurde die Partei zur Intimfeindin des PCE, von dem sie fälschlicherweise als „trotzkistisch“ tituliert wurde. Auch die CNT-FAI besah die neue Linkspartei mit einiger Skepsis, denn Katalonien war die einzige Region, in der sie eine größere Anhängerschaft besaß. Die Anarchisten unterstützten aber indirekt die Frente Popular, indem sie bewusst keinen Wahlboykott formulierten.
Das Wahlmanifest der Volksfront kündigte ein Konjunkturprogramm und eine Landreform an, eine Bildungsreform und eine Finanzreform. Es sollte aber keine staatliche Arbeitslosenversicherung geben. Dementsprechend war auch keine Verstaatlichung des Bodens oder der Banken und keine Sozialisierung von Betrieben vorgesehen. Die Republikaner bestimmten den Programmentwurf maßgeblich. Die Mittelschicht sollte für den Linksblock gewonnen werden. Einer der Unterzeichner des Abkommens war Largo Caballero, der jedoch ganz andere Vorstellungen entwickelt hatte und diese mit Hilfe seiner Mitarbeiter auch öffentlich kundtat. Aber die Befürworter der Revolution von UGT, POUM und der CNT-FAI stellten den zentralen gemeinsamen Nenner des Abkommens heraus, nämlich die pauschale Amnestierung und Entschädigung für alle im Zuge des Oktober-Aufstandes Inhaftierten. Eine linksrepublikanische Regierung konnte gewählt werden: Die dringende Notwendigkeit einer Revolution und der Wille, sie durchzuführen, blieben aber weiterhin bestehen. Die Beteiligten machten im Vorfeld einen Proporz der Sitzverteilung aus, bei der die Republikaner und der PCE begünstigt wurden. Die stärkste Fraktion allerdings sollte der PSOE werden.
Am 16. Februar wurden die neuen Cortes gewählt. Der Lagerwahlkampf prägte das politische Klima im Land. Die Volksfront warb mit Slogans wie „Die CEDA und die Monarchisten wissen, daß die Volksfront ihren definitiven Tod bedeutet“ oder „Wählt gegen die Diebe und Folterknechte“, während die CEDA riesige Plakate mit dem Konterfei des „Chefs“ Gil-Robles in die Straßen Spaniens trug. Dort hieß es: „Alle Macht dem Führer!“, „Die Führer haben niemals Unrecht!“ und „Gil-Robles fordert vom Volk das Kriegsministerium und alle Macht“. Für den Vatikan war die Wahl eine Entscheidung „zwischen Jesus und Lenin“.
Zwar konnte die CEDA ihren Stimmenanteil vergrößern, aber der Sieg der Volksfront war nicht zu verhindern. Bei einer Steigerung der Wahlbeteiligung um 12 auf 72 Prozentpunkte siegte das linke Lager mit einem Stimmenvorsprung von 150.000 Stimmen vor den Rechten und gewann insgesamt 47,17 % der Stimmen. Viele Anarchisten nahmen nicht an den Wahlen teil, was zu zahlreichen Stimmenthaltungen in den andalusischen Provinzen führte. Das Zentrum blieb unbedeutend. Wegen der Wahlgesetzgebung war der Vorsprung der Linken in den Cortes freilich noch deutlicher: Sie erhielt 277 von 441 Sitzen, davon entfielen 90 auf die PSOE; die Rechte erhielt 132 Sitze, die Mitte 32. Von beiden Seiten gab es Proteste gegen angebliche Wählereinschüchterungen und Betrügereien. Dennoch berichteten sowohl spanische wie ausländische Medien von einem korrekten Ablauf der Wahlen: Die monarchistische Zeitung A.B.C. schrieb am Tag nach der Wahl: „Jeder konnte in absoluter Freiheit stimmen, wie er wollte.“ Die Wahl sei „ohne Streiks, Drohungen und Skandale“ verlaufen. Auch die britische Times lobte den Verlauf der Wahlen als „nahezu mustergültig“. Der Historiker Bullón de Mendoza hingegen zitiert den bisherigen Präsidenten Alcalá-Zamora von der Konservativ-Republikanischen Partei, der wenige Monate nach seiner Wahlniederlage angegeben habe, dass es nicht bei der Wahl selbst, sondern erst in der darauffolgenden Nacht zu Unregelmäßigkeiten gekommen sei:

„In derselben Nacht des 16. Februars und am 17. Februar, ohne auf vorläufige Ergebnisse oder gar das amtliche Wahlergebnis zu warten, welches am 20. bekanntgegeben werden sollte, beginnt die Frente Popular ihre Offensive auf der Straße. Die Frente Popular reklamierte mit Gewalt die Macht. […] Der Pöbel bemächtigte sich der Wahlergebnisse und an vielen Orten können diese gefälscht worden sein.“

Politiker der Linken und Historiker wiederum verwiesen auf die Struktur auf dem Lande, wo die Großgrundbesitzer ihre Macht anscheinend dazu missbrauchten, die Bauern dazu zu zwingen, gegen die Volksfront zu stimmen.
Am 20. Februar wurde die sogenannte comisión de actas einberufen, ein Ausschuss, der sich mit Beschwerden über etwaige Unregelmäßigkeiten befasste und in dem die Frente Popular auf Grund der neuen Mehrheiten in der Überzahl war. Der von Kritikern als „ultrarechts“ und „neo-franquistisch“ eingestufte Historiker Bullón de Mendoza und andere werfen diesem Ausschuss einseitiges Vorgehen vor, da es unter anderem in dem von der Frente Popular gewonnenen Wahlbezirk La Coruña zu Unregelmäßigkeiten gekommen sei, die der Ausschuss nicht untersuchte, während der mit Unregelmäßigkeiten zustande gekommene Wahlsieg der Frente Nacional in Orense von der Kommission teilweise annulliert wurde.
Am Ende des Wirkens der Kommission verlor schließlich kein einziger Abgeordneter der Frente Popular seinen Sitz, dafür aber Parlamentarier der Rechten und des Zentrums. Der Vorsprung der Frente Popular wuchs so auf 392.000 Stimmen an, was nunmehr einen Anteil von 52 % beziehungsweise eine Zwei-Drittel-Mehrheit im Parlament bedeutete.
Der Sitzanteil des Partido Radical war auf ein Minimum geschmolzen. Die CEDA stellte nach dem PSOE nur noch die zweitstärkste Fraktion. Die Partei der Monarchisten, die Renovación Española unter Goicoechea und Calvo Sotelo, hatte ebenfalls kein gutes Wahlergebnis erzielt. Die Niederlage brachte eine gewisse inhaltliche Veränderung. Calvo Sotelo, der ehemalige Finanzminister zu Zeiten der Diktatur, steuerte die Partei allmählich weg von der restaurativen Politik hin zu ständestaatlichen Vorstellungen. Er pflegte gute Kontakte zum faschistischen Duce-Regime. Am 31. März 1934 hatten Goicoechea, Vertreter der Karlisten und der katalanischen Rechten ein Abkommen mit Mussolini zum Sturz der Republik getroffen. Nach der Niederlage der Nationalen Front übernahm Calvo Sotelo die Rolle von Gil-Robles und verschärfte die rhetorischen Angriffe gegen die Republik.
Noch am Wahltag konnte die CNT in Valencia die Befreiung der politischen Gefangenen durchsetzen. Danach wurden überall im Lande die Verurteilten zu Tausenden wieder aus der Haft befreit (darunter Lluis Companys). Streiks mit neuen Forderungen nach Lohnerhöhungen und besseren Arbeitsbedingungen fanden im ganzen Land statt. Dazu kam es zu weiteren Solidaritätsstreiks, um die Entschlossenheit der Gewerkschaften zu demonstrieren. Ohne entsprechende Erlasse aus Madrid abzuwarten, kollektivierten Agrararbeiter Ländereien, darunter diejenigen von Präsident Alcalá Zamora. Die Zivilgarde schritt oft mit Gewalt ein. In der Nähe von Alicante kamen 18 Bauern ums Leben. Kirchen und Klöster wurden in zahlreichen Orten in Brand gesetzt; Gerüchte über Verschwörungen, die von Mönchen ausgeheckt worden seien, trugen zur allgemeinen Unruhe bei.
Die republikanischen Parteien stellten alle Ministerposten. Die Sozialisten wirkten gemäß ihrer neuen Linie an der Regierung nicht mit. Der zwischenzeitlich zum Ministerpräsidenten wiedergewählte Manuel Azaña wurde neuer Staatspräsident: Zamora hatte weder bei den Linken noch bei der Nationalen Front irgendeine Unterstützung. Bei seiner Wahl gab die Rechte weiße Zettel ab, um gegen das Verfahren als solches zu demonstrieren. Azañas Nachfolger als Ministerpräsident wurde Santiago Casares Quiroga.

### Revolution und Reaktion
Largo Caballero und die Seinen propagierten in der Zeitschrift Claridad und auf Massenveranstaltungen die Folgerichtigkeit und Unausweichlichkeit einer Revolution und der „Diktatur des Proletariats“. Das Gros der UGT-Mitglieder unterstützte sie dabei. Die Kommunisten näherten sich gezielt den Sozialisten an und rühmten Largo Caballero als „spanischen Lenin“. Gemäß den Anweisungen aus der Sowjetunion sollten die revolutionären Arbeiter aber den bürgerlich-liberalen Staat festigen – nicht eliminieren. Offene Ablehnung kam vom PSOE selbst, den Largo Caballero wiederum als Vollzugsorgan der Revolution ausersehen hatte. Hier waren Indalecio Prieto und seine Anhänger bestimmend. Sie verwarfen die Idee einer Revolution. Für sie kam dies einer „Sozialisierung der Armut“ gleich: Die zu erwartende Landflucht könne durch eine sozialistische Wirtschaftsordnung niemals kompensiert werden. Vor allem aber sollte alles vermieden werden, was einen Militärputsch hervorrufen könne.
Dass ein Putsch sich ankündigte, war kaum noch zu ignorieren. Die UGT aber tat nichts, um eine Revolution selbst in Gang zu bringen. Stattdessen kamen Prieto und Gonzáles Peña bei einem Attentat eines UGT-Militanten nur knapp mit dem Leben davon.
Auch die Anarchisten rechneten mit einem Staatsstreich der Offiziere. Sie hoben ihren Willen zum Widerstand hervor und betonten, dass ihr Einsatz nicht die Verteidigung der bürgerlichen Demokratie, sondern die lang erwartete Soziale Revolution zum Ziel haben würde. Auf dem Nationalen Kongress der CNT in Saragossa im Mai 1936, dem über 300.000 Menschen beiwohnten, wiedervereinigte sich die Gewerkschaft mit ihren dissidenten Sektionen und formulierte ihre Vorstellungen vom Comunísmo Libertario (dt. „Libertärer  Kommunismus“). Die Diktatur des Proletariats lehnte sie indes strikt ab. Die Stimmung war euphorisch. Die internen Meinungsverschiedenheiten wurden vorläufig beigelegt. Largo Caballero wurde als Gastredner freundlich empfangen, aber auf Distanz gehalten.

### Kommunisten und Faschisten
Die letzten Monate vor Ausbruch des Bürgerkrieges zeigten den allmählichen Aufstieg zweier Gruppierungen, die mit den europäischen Verhältnissen enger verknüpft waren als die traditionellen Größen der spanischen Politik.
Im Jahr 1934 war der zuvor unbedeutende PCE ins Rampenlicht der politischen Szene getreten. Stalin hatte den Kommunisten aller Länder eine Kooperation mit den Bürgerlichen verordnet. Die Teilnahme an der Alianza Obrera und der Volksfront hatte den Kommunisten Vorteile gebracht. Hinzu kam die revolutionäre Stimmung unter den Arbeitern und der propagandistische Rückhalt aus der Sowjetunion. Ihre Aufmerksamkeit galt den Sozialisten. Dem PCE gelang es, in den Reihen des PSOE Einfluss zu gewinnen. Der Vorsitzende der Sozialistischen Jugend, Santiago Carrillo, vollzog im April 1936 die Fusion mit der Kommunistischen Jugend zur JSUC, der Vereinigung der Jungsozialisten. (Einige Monate nach Ausbruch des Bürgerkrieges trat der gesamte Verband zum PCE über). Dies war auf Vermittlung des Stellvertreters Largo Caballeros geschehen, der gute Kontakte zum PCE pflegte. Spiegelbildliches fand auf Seiten der Rechten statt, als die Jugendorganisation der CEDA sich den Faschisten anschloss.
Im Februar 1934 hatten sich in Sevilla die radikal-nationalistischen Gruppierungen Falange und JONS zur Falange Española de las JONS zusammengeschlossen. Vorbild war Italien. Eine dieser Gruppierungen war von Juan March finanziert worden. March war bürgerlicher Tabakhändler (er soll mit Tabakschmuggel ein riesiges Vermögen gemacht haben) und Bankier, Vertrauter britischer Finanziers, Verfassungsrichter und Verschwörer gegen die Republik, die ihn wegen Verrates und Betrugs inhaftiert, dann aber amnestiert hatte. Geleitet wurde die Partei von José Antonio Primo de Rivera, dem Sohn des einstigen Diktators. Äußerlich näherte man sich den italienischen Schwarzhemden an, entlehnte aber auch einiges von den Anarchosyndikalisten, deren schwarz-rote Fahne man kopierte.
Programmatisch gab man sich anti-bürgerlich und militant anti-sozialistisch. Hauptfeinde waren „die Marxisten“ von UGT und PSOE. Imperialistische Träume von einem neuen großen Spanien machte man zum Programm. Für die oligarchische Elite war die F.E. de las JONS vorläufig nichts weiter als eine willkommene Hilfstruppe, um die Lage im Land zu destabilisieren. Nach dem Wahlsieg der Linkskoalition führten sie politische Attentate im ganzen Land aus. Teilweise bedienten sie sich jener gedungenen Mörder, der pistoleros, die einst sowohl von militanten Anarchisten als auch Unternehmern rekrutiert worden waren. Lastwagen mit Maschinengewehren fuhren durch die Arbeiterviertel Madrids und schossen um sich. Journalisten, Funktionäre, Polizeibeamte und Richter wurden ermordet. Der Staat vermochte weder sie zu schützen, noch die Mörder zu ergreifen, obschon im März die Partei für illegal erklärt wurde. Ein Bombenattentat auf Largo Caballero misslang. Am 12. Juli wurde der Sturmgardist Leutnant José del Castillo auf offener Straße erschossen. Dieser Anschlag sollte besondere Folgen haben.

### Militär und Regierung
Während im ganzen Land die Situation eskalierte und die Gewalt zunahm, planten die Militärs den Staatsstreich. Der Monarchist Calvo Sotelo hatte noch am 17. Februar den Staatspräsidenten und den amtierenden Premierminister gedrängt, die Wahlen einfach für ungültig zu erklären, so wie es vorher Azaña nach dem Wahlsieg der CEDA getan hatte. Als dies scheiterte, trat die Unión Militar Española zusammen, um der Republik ein Ende zu setzen. Nach dem Sieg der Volksfront, der die revolutionären Erwartungen schürte, war die republikanische Ordnung in den Augen der Oligarchen definitiv hinfällig geworden.
Die Unión war ein von Sanjurjo 1934 gegründeter Zirkel ranghoher Offiziere. Aus Italien flossen Gelder und Waffen an die Verschwörer. Während des Sommermanövers in Asturien 1935 wurden „erste Vorbereitungen“ für einen Putsch getroffen. Nun sah man den Zeitpunkt gekommen, die Pläne in die Tat umzusetzen. Im Kriegsministerium hatten die Konspirateure einen Kontaktmann. Sanjurjo, der seit 1934 im Exil in Portugal lebte, unternahm Reisen ins Deutsche Reich, um dort Unterstützer zu finden.
Der Regierung entging das konspirative Treiben nicht. Aber sie beschränkte sich darauf, die Verantwortlichen zu versetzen. Francisco Franco durfte auf den Kanarischen Inseln weiter kommandieren; General Manuel Goded wurde von Nordspanien auf die Balearen beordert. General Emilio Mola wurde von Nordafrika nach Navarra versetzt, weil man glaubte, dass der Republikaner Mola sich schnell mit den dortigen Carlisten überwerfen werde. Stattdessen arrangierte er sich mit ihnen und konnte als El Director ungehindert schalten und walten. Die Versetzungen konnten die Verschwörer nicht abhalten. Der Plan wurde lediglich modifiziert. Franco sollte von den Kanaren nach Spanisch-Marokko fliegen, einer Kolonie, in der die republikanischen Politiker fast überhaupt keine Macht ausübten.
Der Plan, den Putsch am 20. April durchzuführen, musste wegen der Kenntnis der Regierung abgebrochen werden. Aber die Regierung ergriff keine weiteren Gegenmaßnahmen. Stattdessen kamen zwei neue Offiziere zu den Verschwörern, die zuvor als loyal gegolten hatten: General Gonzalo Queipo de Llano und General Miguel Cabanellas. Das Koordinationszentrum ging mit Mola nach Navarra. Dort musste mit den ultra-katholizistischen Karlisten ein Kompromiss gefunden werden; schließlich strebte Mola noch immer einen säkularen Staat an. Man erreichte die Unterstützung der paramilitärischen karlistischen Verbände, die Requétes, für die regulären Armeeverbände der Unión.
Währenddessen versuchte die Regierung das Ansehen der Offiziere zu verteidigen. Am 18. März verwahrte sie sich offiziell gegen die „ungerechten Angriffe“ gegen die Militärs, als Teile der Presse über die Putsch-Absichten berichteten. (Die Linken hatten im Militär zahlreiche Informanten.) Die Regierung wollte die Offiziere nicht gegen sich aufbringen. Dies hätte bedeutet, dass man im Gegenzug die Arbeiter bewaffnet und ihnen mit den Gewehren auch das Schicksal der Republik ausgeliefert hätte. Ministerpräsident Casares Quiroga wusste zwar von den Vorgängen, die Regierung zu stürzen, entschied sich aber gegen ein Eingreifen. Er war der Auffassung, dass er über nicht genügend Informationen verfügte, und hielt einen Putsch ohnehin für aussichtslos oder sogar wünschenswert. Als Prieto ihn auf den unmittelbar bevorstehenden Putsch hinwies, antwortete er: „Das weiß ich alles schon und auch die Regierung. Das was ich will, ist, dass die Militärs auf die Straße gehen, damit wir die Rebellion ein für alle Mal niederschlagen. Diesmal wird es nicht bei Enteignungen bleiben, wie 1932 nach dem Putsch von General Sanjurjo.“ Auch Staatspräsident Azaña gab sich entsprechenden Warnungen gegenüber abweisend.
Am 16. Juli konnte General Mola den seit März inhaftierten Führer der Falange, José Antonio Primo de Rivera, über die Absicht der Offiziere informieren, am 18. Juli loszuschlagen. Primo de Rivera hatte noch im Mai – unter liberalen Haftbedingungen – den gewaltsamen Sturz der Republik fordern können. (Nach Ausbruch des Bürgerkrieges wurde er allerdings hingerichtet.)

### Gewalt und Putsch
Mittlerweile gehörten gewaltsame Demonstrationen und politische Morde zur Tagesordnung, nicht zuletzt auf dem Land. Die Zahl der Arbeitslosen war auf eine Million gestiegen, was unter Berücksichtigung der Familienangehörigen in etwa 4 Millionen Hungerleidende bedeutete, der höchste Wert, der in Spanien bis dahin gemessen wurde. Selbst die Abgeordneten der Cortes mussten sich vor Betreten des Gebäudes einer Leibesvisitation unterziehen, um zu verhindern, dass Schusswaffen eingeschmuggelt wurden. In Valencia stürmten Falangisten die Rundfunkstation. Die Gegendemonstration der Linken endete mit einem Überfall auf die Parteizentrale der CEDA.
Zur selben Zeit führten in Madrid die Gewerkschaften UGT und CNT gemeinsam einen wochenlangen Bauarbeiter-Streik durch, an dem 70.000 Menschen teilnahmen. Das bedeutete Lohnausfall (es gab keine Streikkassen) und Hunger. Die Falange überfiel gezielt die Streikenden. Die Anarchisten wollten das nicht länger hinnehmen und die Arbeiter endlich bewaffnet sehen. Eine staatliche Schiedskommission kam den Lohnforderungen entgegen; die Sozialisten erklärten die Aktion für beendet. Aber die CNT-Sektion wollte unbedingt weitermachen und berief sich auf die bestehende Vereinbarung zwischen den Gewerkschaften. Bei Kämpfen zwischen Sozialisten und Anarchisten gab es fünf Tote.
Als die Anarchisten auf eine weitere Provokation der Falange mit einem Maschinengewehr-Angriff antworteten, bei dem drei Leibwächter José Antonio Primo de Riveras ums Leben kamen, griff die Regierung durch. Sie verhaftete die führenden Aktivisten der CNT und schloss das Bezirksbüro der Gewerkschaft. Doch die Anarchisten machten weiter; sie kämpften gegen UGT-Mitglieder, die Polizei und die Falange.
Die Situation spitzte sich immer mehr zu. Führende Militärs konspirierten in der Ferne; in der Hauptstadt traten vor allem die militanten Arbeiter als Problem in Erscheinung. Auch die Republikaner zeigten, dass sie imstande waren, Gewalt anzuwenden. Nach der Ermordung des Leutnants José del Castillo Sáenz antworteten Sturmgardisten und Mitglieder der Guardia Civil prompt mit einem Gegenschlag. Sie wählten José Calvo Sotelo zum Opfer. In ihm sahen sie das Haupt antirepublikanischer Aktivitäten und, allerdings zu Unrecht, den Drahtzieher bei der Ermordung ihres Kameraden. Sie erschossen ihn am Morgen des 13. Juli in Madrid.
Die Beerdigungen der beiden Mordopfer wurden zu Demonstrationen der Unversöhnlichkeit. Die nationalistischen Politiker Goicoechea und Gil-Robles forderten unverhohlen Rache und den Kampf gegen die Regierung. Die asturischen Arbeiter fingen an, die versteckten Waffen auszugraben. Die Regierung setzte einige Militärs ab, schickte die Wehrpflichtigen nach Hause und verhaftete einige Falangisten erneut. Indalecio Prieto warnte die Putschisten, dass sie definitiv auf Gegenwehr stoßen würden. Allein der Ministerpräsident Casares Quiroga gab sich optimistisch. Er zählte dabei ausgerechnet auf General Emilio Mola. Hinweise auf eine Verschwörung ließ er nicht gelten.
Mit der Ermordung Calvo Sotelos hatten die Militärs den Anlass gefunden, mit dem sie ihren Putsch rechtfertigen konnten. Noch Anfang Juli sagte Mola, dass die Vorbereitungen für den Putsch zwar planmäßig verlaufen, doch dass der „Enthusiasmus für die Sache noch nicht das notwendige Maß erreicht hat“. Dies änderte sich mit der Ermordung des monarchistischen Politikers. Damit gewann die Verschwörung ein größeres Ausmaß als der isolierte Putsch von 1932, sodass die Hoffnungen hochrangiger Volksfront-Politiker, dass der Aufstand ein schnelles Ende finden würde, bald zunichtegemacht wurden. Am 17. Juli 1936 begann der Aufstand in der spanischen Exklave Melilla an der nordafrikanischen Küste. Er setzte sich in Tétouan fort und griff am 18. Juli auf das Festland über. Die africanistas, die Offiziere der Kolonialarmee, sowie die überwiegende Mehrheit der anderen spanischen Offiziere machten sich daran, das Mutterland ihren Vorstellungen unterzuordnen.
Als Casares Quiroga davon hörte, sagte er nur: Was, sie erheben sich? Nun gut, dann kann ich mich hinlegen! Der Putsch führte jedoch nicht zum schnellen Erfolg seiner Protagonisten, sondern entwickelte sich zum Spanischen Bürgerkrieg.

## Bürgerkrieg und Ende der Zweiten Spanischen Republik
Anführer des Militärputsches war ursprünglich General José Sanjurjo, der bereits 1932 mit einem Putsch gescheitert war. Er verunglückte aber auf dem Rückflug aus dem portugiesischen Exil am 20. Juli 1936 tödlich. Das so entstandene Machtvakuum füllten die Generäle Francisco Franco, Emilio Mola und Gonzalo Queipo de Llano. Auf republikanischer Seite wurde Regierungschef Casares am 19. Juli durch den moderateren Martínez Barrio ersetzt, der den Aufständischen Mitsprachemöglichkeiten und die Wiederherstellung der öffentlichen Ordnung versprach. Als die Bemühungen um Vermittlung gescheitert waren, wurde dieser jedoch schon einen Tag danach durch José Giral Pereira ausgetauscht. Treu zur Republik blieben die Mehrheit der Generäle, zwei Drittel der Marine und die Hälfte der Luftwaffe. Die der Republik loyalen Truppen mit Teilen der paramilitärischen Guardia Civil und der Guardia de Asalto bildeten zusammen mit den Milizgruppen der Sozialdemokraten, der Kommunisten, der Sozialisten und den Anarchosyndikalisten zu Beginn des Bürgerkrieges das militärische Rückgrat der Republik. Nach den Schlachten von Talavera de la Reina und dem Marsch der aus Marokko kommenden Expeditionsstreitkräfte auf Madrid trat Giral am 4. September 1936 als Ministerpräsident zurück und wurde durch Francisco Largo Caballero abgelöst.

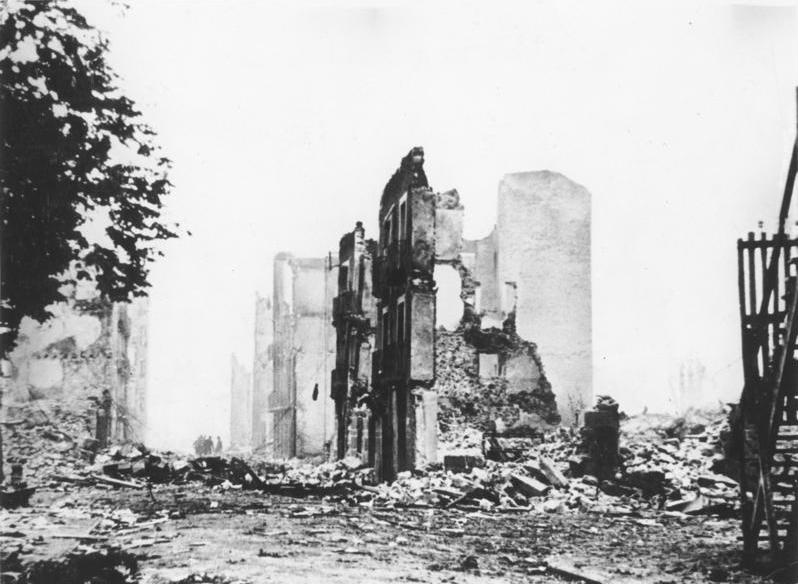
Ruinen im bombardierten Guernica

Die Putschisten errangen bald die Kontrolle über Sevilla, Cádiz, Jerez de la Frontera, Córdoba, Saragossa, Oviedo sowie über Galicien, Mallorca und das karlistische Navarra. Im Oktober 1936 geriet der Vormarsch der Nationalisten ins Stocken, die Republikaner konnten an einigen Frontabschnitten auch durch die Unterstützung der Internationalen Brigaden Erfolge verzeichnen. Die Provinzen Madrid, Valencia und Barcelona, die zusammen 70 % der spanischen Industrieproduktion ausmachten, blieben in den Händen der Republikaner. Ab November 1936 wurde Valencia anstelle des unmittelbar in der Kampfzone gelegenen Madrid Regierungssitz der Republik. Die Achsenmächte erkannten das Francoregime nach der Entsetzung der im Alcázar von Toledo eingeschlossenen nationalspanischen Soldaten am 18. November 1936 an. Am 23. Dezember 1936 schickte Italien die ersten offiziellen Freiwilligen, Soldaten der deutschen Legion Condor waren auf Befehl Adolf Hitlers bereits im November 1936 in Cádiz eingetroffen. Mit diesen und durch Kolonialtruppen aus Marokko verstärkt versuchte Franco im Januar und Februar 1937 nochmals Madrid zu erobern, scheiterte jedoch erneut. Málaga wurde am 8. Februar 1937 erobert und am 28. April betraten Francos Truppen zwei Tage nach der Bombardierung durch die deutsche Legion Condor das baskische Guernica. Nach den Maiereignissen von Barcelona im Mai 1937 ernannte Präsident Manuel Azaña Juan Negrín zum Premierminister, dies in der Hoffnung, die republikanischen Kräfte der Gewerkschaften UGT und CNT und der Anarchisten mit denen der Bourgeoisie und der Mittelschicht zu versöhnen. Die Regierung begann eine Kampagne zur Rückeroberung Segovias, Anfang Juli begann die Regierung sogar eine Gegenoffensive bei Brunete in der Nähe von Madrid. Die Nationalisten konnten diese jedoch unter Einsatz der Legion Condor abwehren. Danach konnte Franco Santander und Gijón erobern. Unter dem Druck Benito Mussolinis erkannte Papst Pius XI. am 28. August 1937 das Regime Francos an. Ende November 1937 ging die republikanische Regierung nach Barcelona.
Am 6. März 1938 entschied die republikanische Seite das größte Seegefecht des Bürgerkrieges für sich, die Schlacht von Cabo de Palos. Am 14. April brachen die Nationalisten jedoch zum Mittelmeer durch, womit das republikanische Gebiet in zwei Teile zerfiel. Im Mai machte die republikanische Regierung Friedensvorschläge, doch Franco verlangte deren bedingungslose Kapitulation. Die Regierung begann nun eine Offensive, um ihre Gebiete wieder miteinander zu verbinden: Die Ebroschlacht begann am 24. Juli und endete am 26. November 1938 mit der fast vollständigen Niederlage der republikanischen Truppen. Am 23. Dezember 1938 starteten die Nationalisten die Katalonienoffensive. Erleichtert wurde dies dadurch, dass die Republikaner nach den Verlusten am Ebro kaum noch über moderne Waffen verfügten, um die Gegner abzuwehren. Die Kräfte Francos eroberten während der ersten zwei Monate des Jahres 1939 ganz Katalonien. Tarragona fiel am 14., Barcelona am 26. Januar und Girona am 4. Februar. Fünf Tage danach war der letzte Widerstand in Katalonien gebrochen. Am 7. Februar ging Präsident Azaña ins Exil. Er trat am 24. Februar von seinem Amt zurück und erklärte den Krieg für verloren. Am 27. Februar erkannten auch die Regierungen Großbritanniens und Frankreichs das Francoregime an.
Am 28. März 1939 fiel auch Madrid mit Unterstützung der „fünften Kolonne“ an Franco. Am folgenden Tag gab Valencia auf. Am 1. April 1939 verkündete Franco den Sieg. Premierminister Negrín war bereits nach Frankreich geflohen, wo er eine Exilregierung bildete und bis 1945 im mexikanischen Exil als Präsident der Zweiten Spanischen Republik fungierte. Eine weitere Exilregierung Spaniens hatte ihren Sitz in Frankreich. Nach dem Tod des Diktators Francisco Franco fanden in Spanien die ersten freien demokratischen Parlamentswahlen am 15. Juni 1977 statt. Die Exilregierung der Zweiten Spanischen Republik unter Präsident José Maldonado González und Premierminister Fernando Valera Aparicio erklärte sich daraufhin für aufgelöst.
Die Zahl der Todesopfer wird auf mindestens 300.000 bis 500.000 geschätzt. Allein auf den Schlachtfeldern des Bürgerkriegs kamen bis zu 150.000 Menschen ums Leben. Etwa 500.000 gingen ins Exil. In Francos Konzentrationslagern waren bis zu 400.000 Menschen interniert, das letzte Lager in Miranda del Ebro wurde erst 1947 aufgelöst.